# Февральское (Краснознаменский район)
Февра́льское (до 1946 — Шпуллен (нем. Spullen)) — посёлок в Краснознаменском муниципальном округе Калининградской области России.

## Топоним
Населённый пункт Шпуллен в 1946 году был переименован в посёлок Февральское.

## География
Находится в северо-восточной части Калининградской области, в зоне хвойно-широколиственных лесов, в пределах Шешупе-Инстручской равнины, при автодороге 27К-187.

### Климат
Климат характеризуется как переходный от морского к умеренно континентальному. Среднегодовая температура воздуха — 8,3 °C. Средняя температура воздуха самого холодного месяца (января) — −0,9 °C; самого тёплого месяца (июля) — 18,5 °C. Годовое количество атмосферных осадков — 883 мм, из которых 586 мм выпадает в период с апреля по октябрь.

## История
В период с 2008 по 2016 годы Февральское входило в состав Весновского сельского поселения Краснознаменского района, с 2016 по 2022 годы — в состав Краснознаменского городского округа.

## Население
| 1867 | 1885 | 1910 | 1933 | 1939 | 2002 | 2010 |
| ---- | ---- | ---- | ---- | ---- | ---- | ---- |
| 304  | ↘272 | ↗309 | ↗388 | ↘355 | ↘194 | ↘189 |

## Инфраструктура
Личное подсобное хозяйство с зоной сельскохозяйственного использования, индивидуальная застройка усадебного типа.
Основа экономики — сельское хозяйство.

## Транспорт
Остановка общественного транспорта «Февральское».